# Wendy Wiland
Wendy Wiland (Estados Unidos, 25 de noviembre de 1964-27 de septiembre de 2003) fue una clavadista o saltadora de trampolín estadounidense especializada en plataforma de 10 metros, donde consiguió ser campeona mundial en 1982.

## Carrera deportiva
- En el Campeonato Mundial de Natación de 1982 celebrado en Guayaquil (Ecuador), ganó la medalla de oro en la plataforma de 10 metros, con una puntuación de 438 puntos, por delante de la alemana Ramona Wenzel  (plata con 419 puntos) y de la china Zhou Jihong  (bronce con 399 puntos).

- Cuatro años después, en el Campeonato Mundial de Natación de 1986 celebrado en Madrid ganó el bronce en la misma prueba, tras las saltadoras chinas Chen Lin y Lu Wei.